# Miconia rava
Miconia rava är en tvåhjärtbladig växtart som beskrevs av John Julius Wurdack. Miconia rava ingår i släktet Miconia och familjen Melastomataceae. Inga underarter finns listade i Catalogue of Life.